# Пиччальунты
Пиччальунты (устар. Питчаль-Унд) — река в России, протекает по территории Ямало-Ненецкого автономного округа. Устье реки находится в 28 км по правому берегу реки Пиччалькы. Длина реки составляет 17 км.

## Данные водного реестра
По данным государственного водного реестра России относится к Нижнеобскому бассейновому округу, водохозяйственный участок реки — Таз. Речной бассейн реки — Таз.
Код объекта в государственном водном реестре — 15050000112115300066397.